# Кобиловолоки

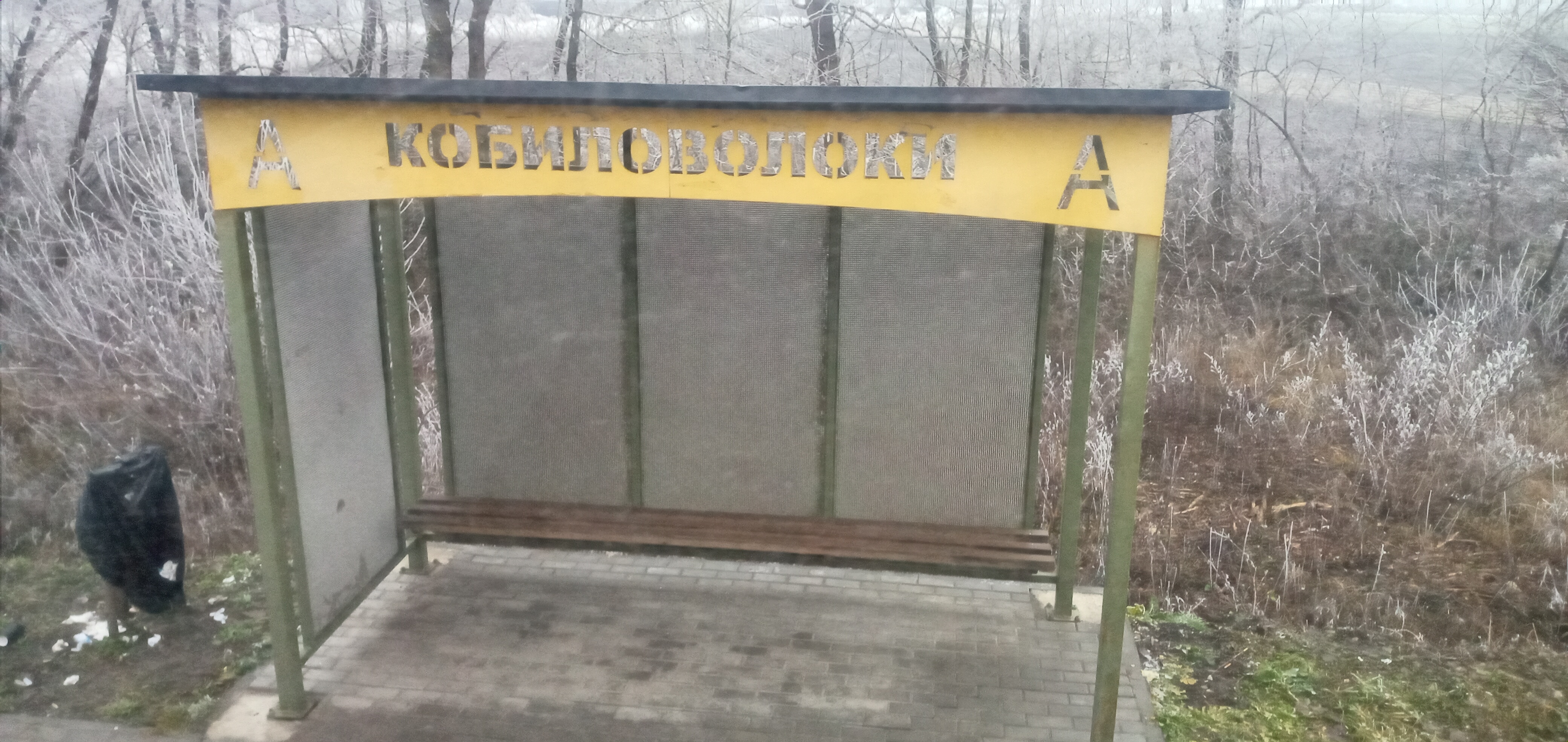
Автобусна зупинка в Кобиловолоках

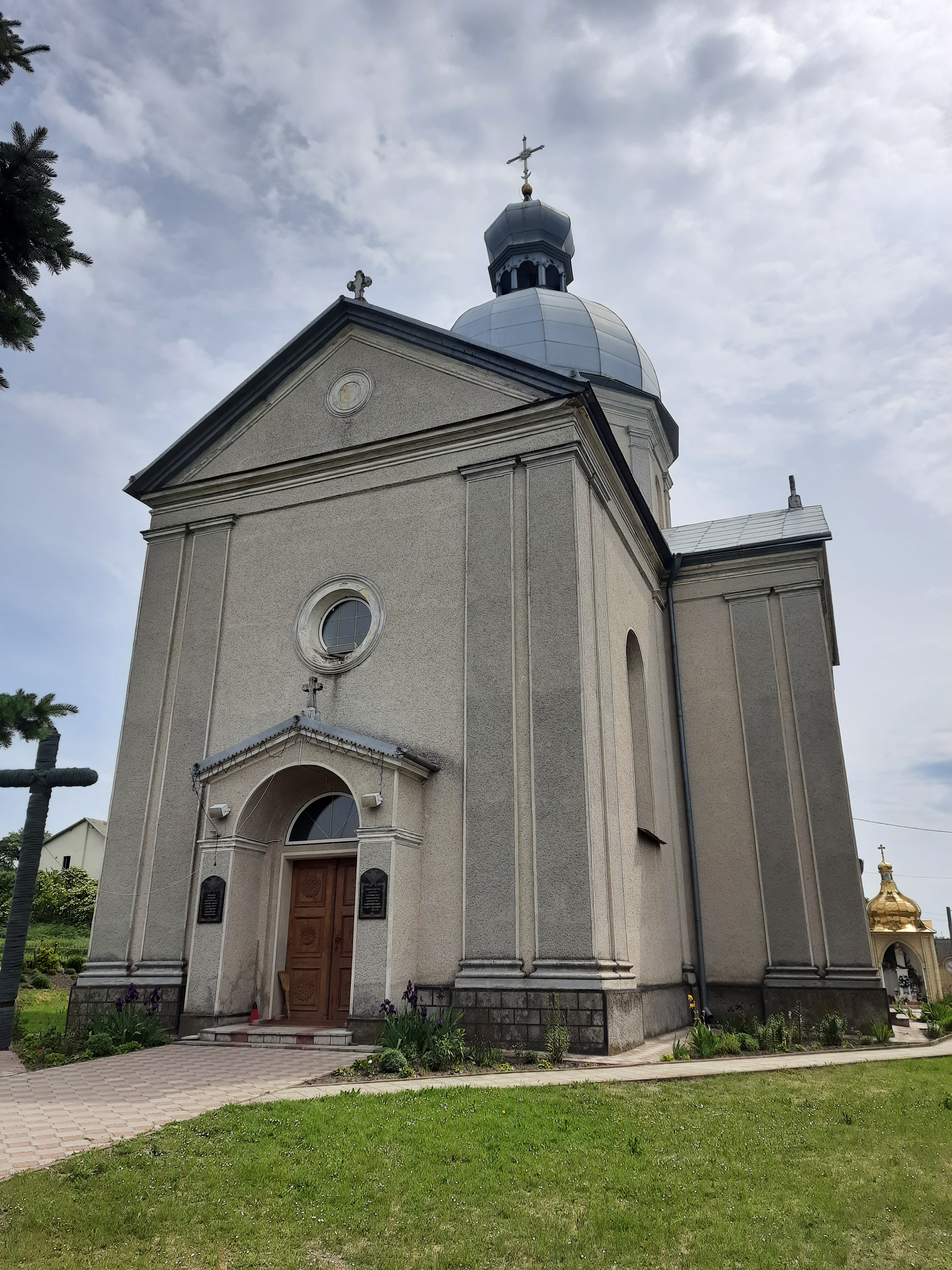
Церква Воскресіння Христового

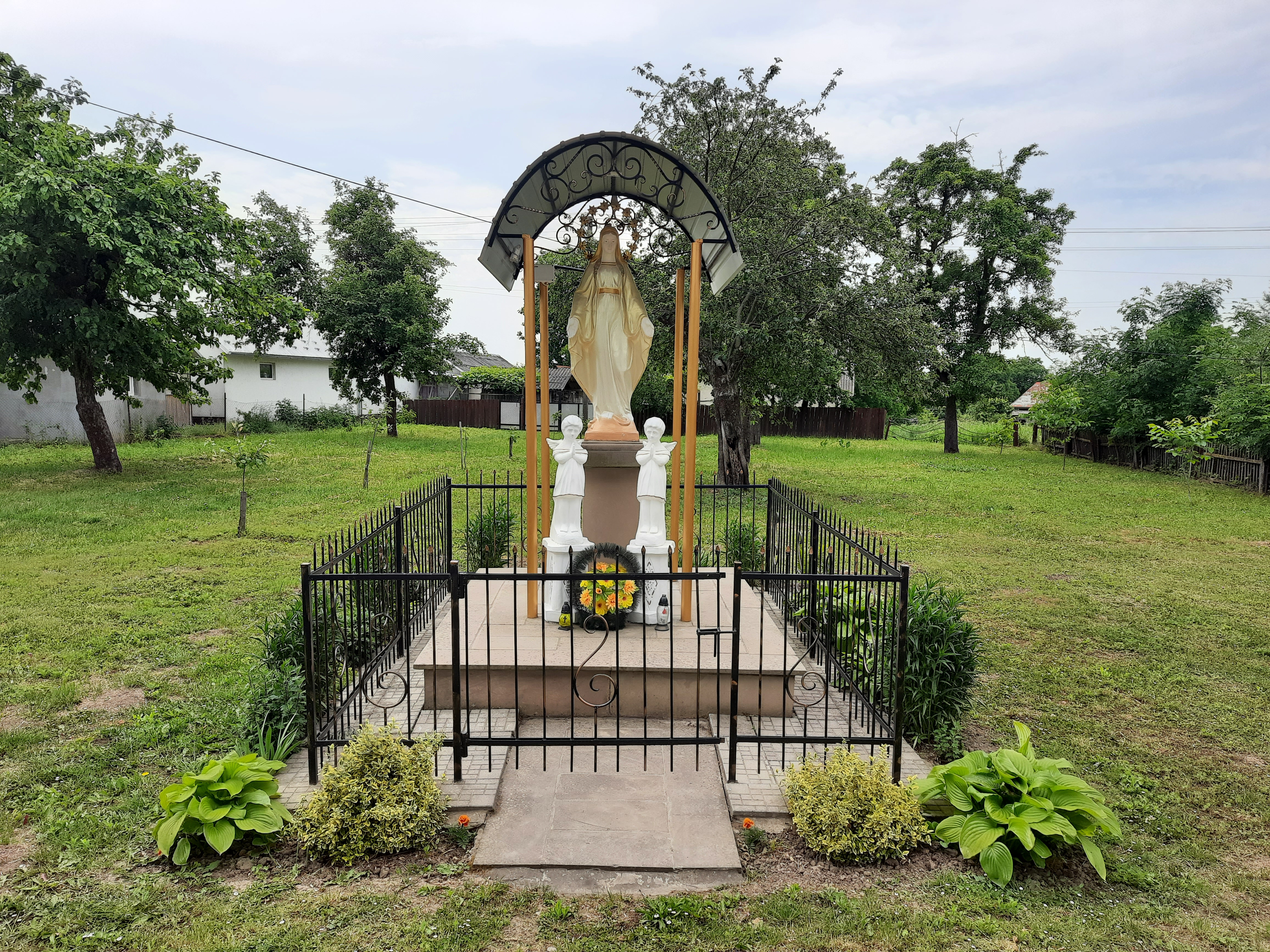
Статуя Божої Матері

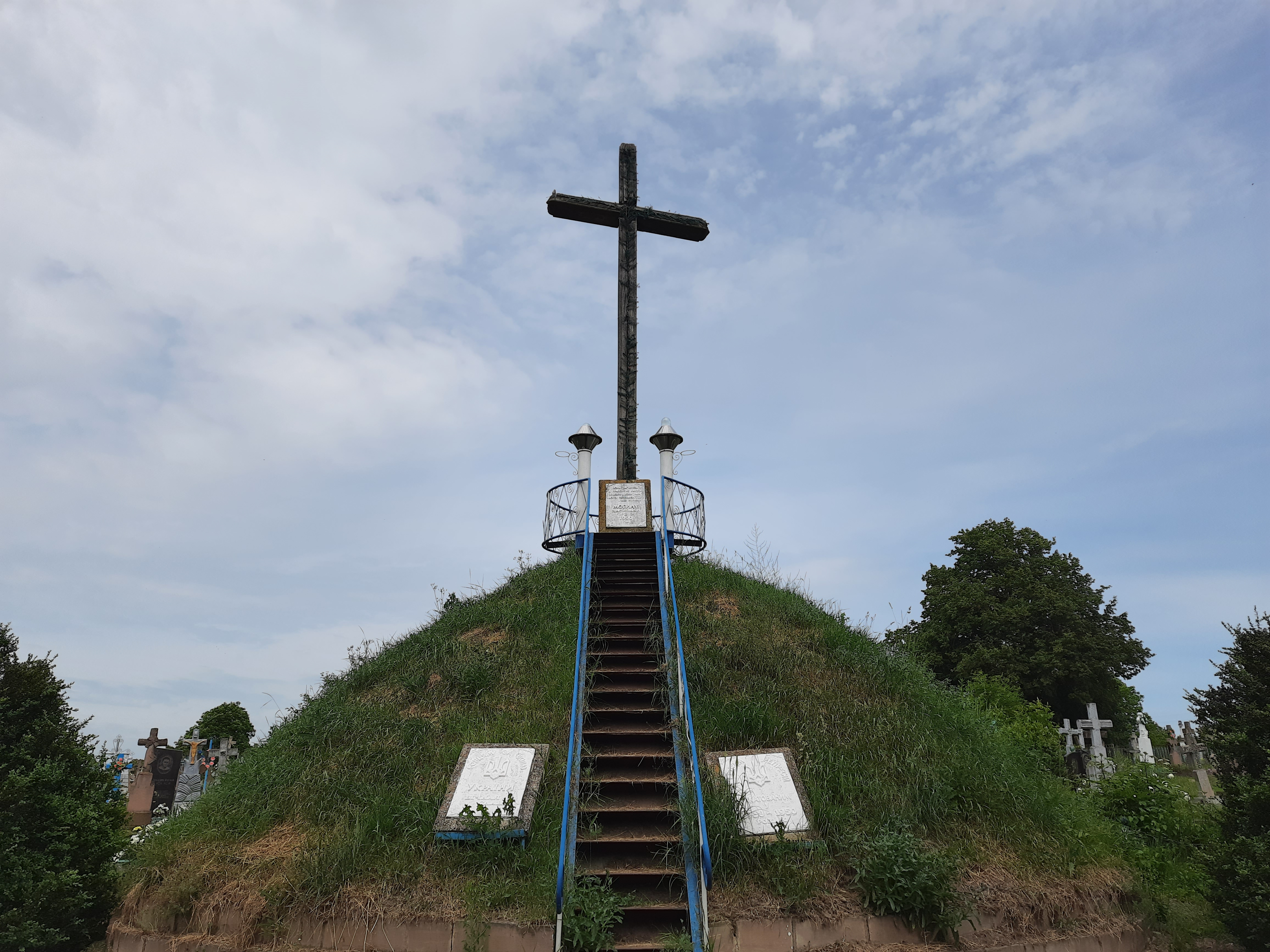
Символічна могила Борцям за волю України

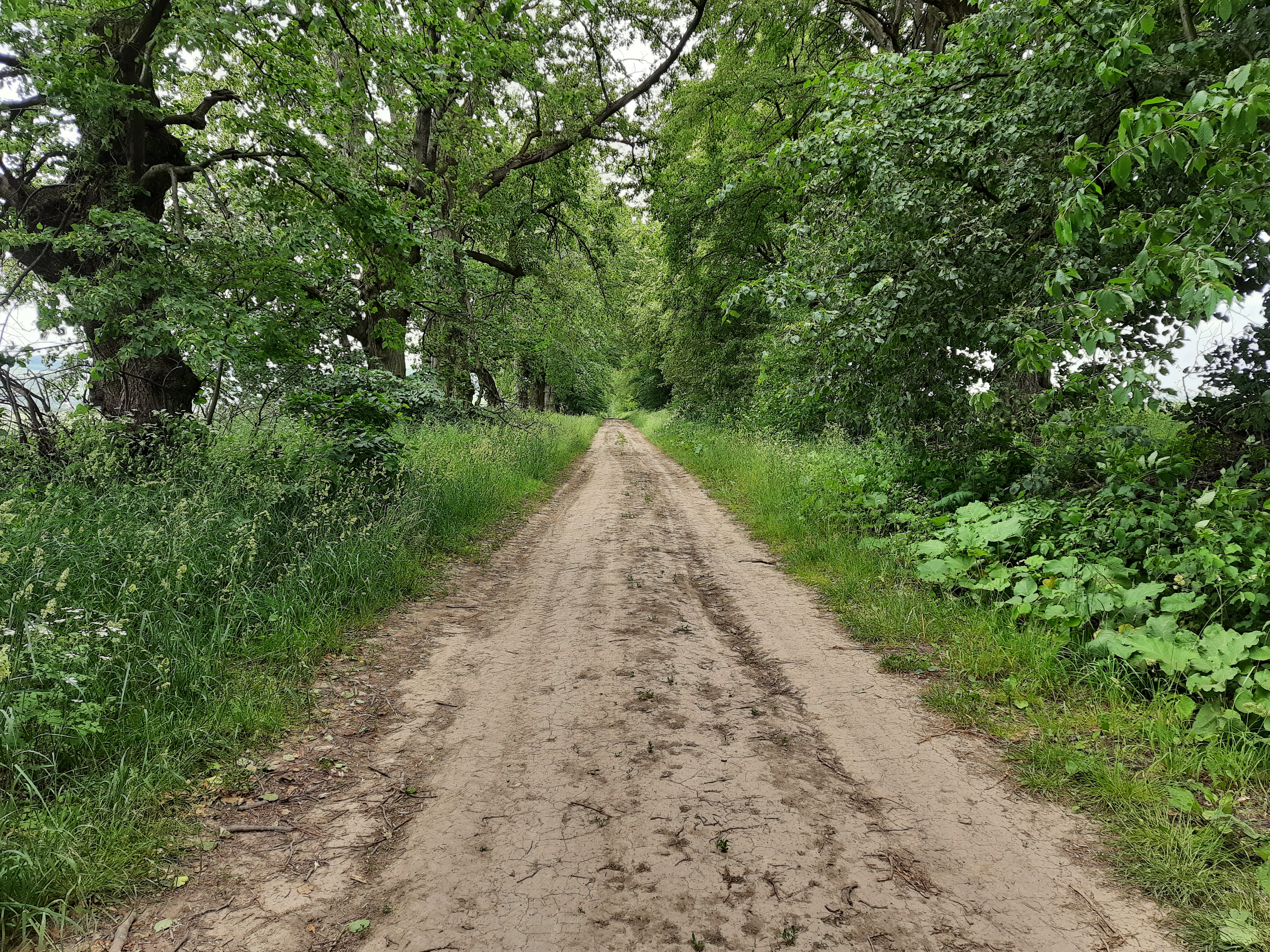
Стара липова алея

Кобиловоло́ки — село в Україні, у Теребовлянській міській громаді Тернопільського району Тернопільської області. Розташоване між Серетом і Нічлавою. У 1964–1990 рр. називалося Жовтневе. До 2020 центр сільради, якій було підпорядковане село Млиниська.
Населення — 1336 осіб (2021).

## Географія
У селі бере початок струмок Безіменний.

## Історія
Поблизу Кобиловолок виявлено археологічні пам'ятки перших століть н. е.
Село Кобиловолоки часто згадувалося у різних історичних матеріалах разом із навколишніми населеними пунктами — Грицівка і Млиниська як потужний центр бджільництва, ткацтва, садівництва.
Першу згадку про село відносять до 1394 року, проте за свідченнями істориків село існувало задовго перед тим.
Згадується 5 квітня 1456 року в книгах галицького суду.
1585 року шляхтичі Якуб, Миколай, Катажина Потоцькі зі своїми слугами напали на село: без будь-яких правових підстав в 35 селянських господарств забрали 33½ наділів селян (бл. 50 % всіх), оброблені селянами поля заорали, засіяли, частину сіножатей викосили.
У 1624 році згадують напади татар. Таких нападів повсякчас було багато. У 1648 році селяни Кобиловолок піднялися на боротьбу проти поляків разом з Богданом Хмельницьким. З часів окупації поляками Кобиловолок, тут дуже закріпилися колоністи. У селі було резиденція польських графів з родини Лосів.
У другій половині XVIII століття біля села діяло підприємство з виробництва паперу. Папірню в Кобиловолоках заснував у 1765 році великий землевласник Рафал Людвік Скарбек(вуйко Кочкура Віктора). Папірня містилася на потоці Накрасів, що бере початок з джерела Біла Криниця і впадає в річку Серет, де згодом утворилося село Папірня.
Географічний словник Королівства Польського (1883 рік) характеризує Папірню, як присілок Кобиловолоків повіту Теребовлянського, що знаходиться в південно-східній частині повіту, лежить серед лісів, на кордоні кількох володінь (добр), а саме: на схід ліси Яблонівські, на південь — Тудорів, від заходу ліси Будзановські, з півночі Млиниська і Кобиловолоки. В тих лісах, а особливо в сторону Яблунова водиться багато диких кабанів. Накрасів з Папірнею — 78 греко-католиків; власність спадкова графа Володимира Лося.
Становище села значно покращилося у XIX столітті із скасуванням кріпацтва. В селі широко розгорнулася просвітницька робота, особливо з організацією-товариством «Просвіта», яке було засноване тут 1890 року. При «Просвіті» був організований сільський хор, яким керував учитель Беднарський. Духовий оркестр нараховував 42 члени і мав авторитет не лише в місцевості. Згодом було засновано читальню ім. Качковського, що її заснував священник Царевич.
Діяло одне з найбільших в Галичині Братство тверезості, яке нараховувало 1012 осіб.
1 серпня 1934 року в рамках реформи на підставі нового закону про самоуправління (23 березня 1933 року) увійшла до нової сільської гміни Мшанець (Теребовлянський повіт Тернопільського воєводства).
12 червня 2020 року, відповідно до розпорядження Кабінету Міністрів України № 724-р «Про визначення адміністративних центрів та затвердження територій територіальних громад Тернопільської області» увійшло до складу Теребовлянської міської громади.
19 липня 2020 року, в результаті адміністративно-територіальної реформи та ліквідації Теребовлянського району, село увійшло до складу Тернопільського району.

## Мікротопоніми
Назви піль: Борончин, Винник, Гайдівка, Заріззя, Хлібочанка, Явірок.

## Політика

### Парламентські вибори, 2019
На позачергових парламентських виборах 2019 року у селі функціонувала окрема виборча дільниця № 610841, розташована у приміщенні будинку культури.
Результати
- зареєстровано 1035 виборців, явка 58,16%, найбільше голосів віддано за «Слугу народу» — 47,47%, за Всеукраїнське об'єднання «Батьківщина» — 11,82%, за «Голос» — 10,14%.[9] В одномандатному окрузі найбільше голосів отримав Ігор Сопель (Слуга народу) — 34,95%, за Аллу Стечишин (самовисування) — 17,30%, за Миколу Люшняка (самовисування) — 14,88%[10].

## Поширені прізвища
Бараник, Березовський, Бернацький, Бойко, Возник, Войтович, Галанджій, Дідура, Збаращук, Калита, Карпіш, Комар, Прихідко, Кочкур, Лазечко, Мехкота, Мокрицький, Облуковський, Олійник, Остапів, Пендзівятер, Подборончинський, Полюга, Пяла, Романовський, Рунька, Семків, Сергай, Слобода, Станський, Статок, Стояновський, Сухий, Тригук, Шафар, Шеремета, Шидловський, Шкварок, Шкрибало, Ямний, Пиріжок, Голембйовський, Жолондек

## Населення

### Мова
Розподіл населення за рідною мовою за даними перепису 2001 року:
| Мова            | Кількість | Відсоток |
| --------------- | --------- | -------- |
| українська      | 1585      | 99.56%   |
| російська       | 5         | 0.32%    |
| румунська       | 1         | 0.06%    |
| інші/не вказали | 1         | 0.06%    |
| Усього          | 1592      | 100%     |

## Релігія
- церква Воскресіння Христового (1882, мурована, ПЦУ),
- костьол Різдва Пресвятої Діви Марії (1882).

## Пам'ятки

Пам'ятник Тарасові Шевченку

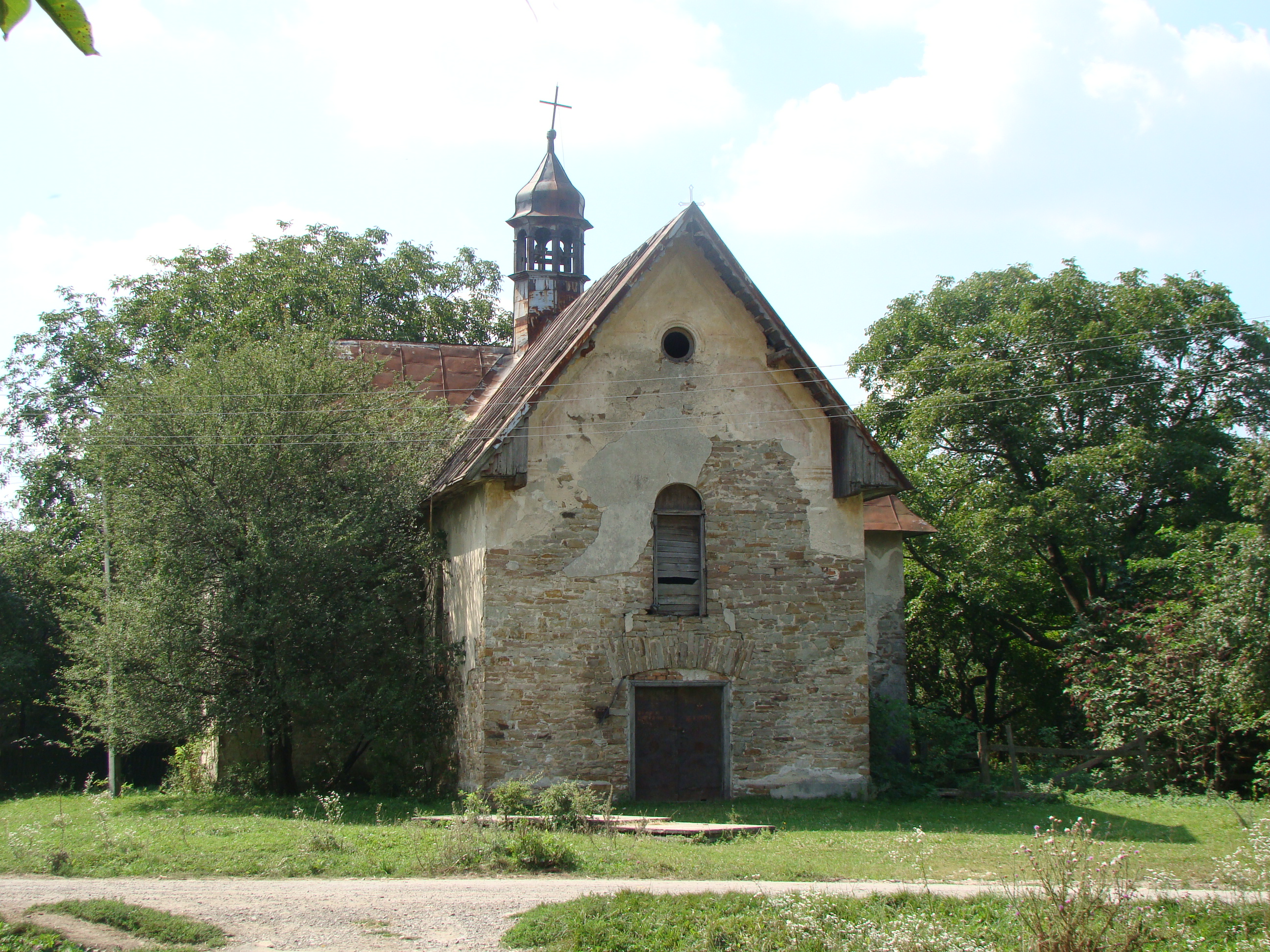
Костел у Кобиловолоках

Встановлено «фігуру» на честь 50-річчя скасування панщини (1898), споруджено пам'ятники полеглим у німецько-радянській війні воїнам-односельцям (1989), Тарасу Шевченку (1997; скульптор І. Козлик), могила Борцям за волю України (1991).
21 грудня 2008 року в селі було відкрито пам'ятну дошку Степанові Бандері.
Пам'ятник Т. Шевченку
Щойновиявлена пам'ятка монументального мистецтва. Розташований на вулиці Мурованка (біля будинку культури).
Встановлений 1997 р. Скульптори — І. Кулик, М. Кулька.
Скульптура — карбована мідь, постамент — камінь.
Скульптура — 3,8 м, постамент — 0,2 м.
Скульптура Матері Божої з Ісусом
Щойновиявлена пам'ятка монументального мистецтва. Розташована в центрі села.
Робота самодіяльних майстрів, виготовлена із каменю (1893 р.).
Скульптура — 1,2 м, постамент — 1,5х0,6х0,6 м, площа — 0,0009 га.

### Пам'ятки природи
У селі зростають клен гостролистий віком 110 років, шість 200-річних дубів і три 200-річні липи.
- Кобиловолоко-Благівщинський загальнозоологічний заказник
- Буданівські шафрани

## Соціальна сфера
Діють загальноосвітня школа І—ІІІ ступенів, Будинок культури, бібліотека, амбулаторія, відділення зв'язку, спиртовий завод (від 1905).

## Відомі люди

### Народилися
- доктор біологічних наук, професор Степан Стояновський,
- Стояновський Володимир Григорович (1950—2020) — доктор ветеринарних наук, професор, заслужений діяч науки і техніки України[15].
- громадські діячі Софія Барабаш, Василь Бараник, Михайло Бараник, М. Собкович,
- Суберляк Олег Володимирович — доктор хімічних наук, професор, завідувач кафедри хімічної технології переробки пластмас, Інституту хімії та хімічних технологій, Національного університету «Львівська політехніка», академік технологічної Академії України.
- український громадський діяч Басистий Стефан — (3 квітня 1883 — 9 червня 1927, м. Вінніпег, Канада), який 1907 прибув до Канади. Співзасновник у Вінніпезі Українського народного дому, товариства «Взаємна поміч» та Української православної громади у Вінніпезі, діяльний в інших громадських організаціях[16].
- Мялікгулиєв Назар Курбангельдийович (1990—2022) — український поет, молодший сержант Збройних сил України, учасник російсько-української війни.

### Пов'язані із селом
- проживав Василь Щурат,
- сюди до рідної тітки, дружини священика приїжджав Степан Бандера.
- з 1973 року проживав Павло (Кравчук) — єпископ Української Православної Церкви Київського Патріархату.